# 工場三法
工場三法（こうじょうさんぽう）とは、工場等制限法、工業再配置促進法、工場立地法の総称である。

## 概要

### 工場等制限法
- 正式には、「首都圏の既成市街地における工業等の制限に関する法律」（1959年制定）と、「近畿圏の既成都市区域における工場等の制限に関する法律」（1964年制定）の2つを「工場等制限法」と総称している。また、それぞれの略称でもある。この法律の目的は、都市部に制限区域を設け、その制限区域内に人口・産業の過度の集中を防ぐことであった。具体的には、その区域での一定面積以上の工場（原則1,000m2以上）、大学の新設・増設などを制限していた。共に2002年7月に廃止された。

### 工業再配置促進法
- この法律は、工業が集積した地域（移転促進地域）から集積が低い地域（誘導地域）に工場を移転・新設する場合、事業者に補助金等の支援措置を実施するもので、1972年に制定、2006年に廃止された。

### 工場立地法
この法律は、特定工場（敷地面積が9,000m2以上、または建築物の建築面積の合計が3,000m2以上の中・大規模工場）を新設・増設する場合、生産施設に面積制限を課し、一定規模の緑地、環境施設の確保を義務づけるもので、1973年に制定、現在も存続している。
法の目的は、工場立地が環境の保全を図りつつ適正に行われるようにするため、工場立地に関する調査の実施、工場立地に関する準則等の公表及びこれらに基づく勧告、命令等を行い、国民経済の健全な発展と国民の福祉の向上に寄与することであり、具体的には工場敷地面積に対する生産施設の面積率、緑地の面積率、環境施設の面積率の基準を定めているものである。
同法は、1959年に制定された「工場立地の調査等に関する法律」が前進である。当初は工場立地に関する方針の確立と、そのための工場適地に関する全国的な調査の実施が主な目的であり、1973年には高度経済成長に伴う公害問題などの社会情勢を受けて改正、名称が現在の「工場立地法」となるとともに、改正法では、規制事項に関する進出企業の届出を義務化し、届出内容に対する勧告や、勧告に従わない場合の命令などに関する規定が設けられた。
その後、1997年の改正で、全国一律だった緑地面積率等の基準に代わり、都道府県などが条例によって、緑地や環境施設の敷地面積に対する割合を一定の範囲で強化、緩和できる「地域準則」が導入される。また、特別配置施設に関する規制を廃止し、公害物質排出量の低減を勘案して生産施設面積率の業種区分を見直し、さらに、工場集合地について工業団地に類似した特例制度を導入したほか、一定の緑地整備を条件として既存工場の立て替えを促進する制度を導入。
こうした規制により、国内の工場における緑地や環境施設が増加。1997年に改正した際に盛り込んだ「地域準則」の導入が進んでいないことを受け、2004年3月に工場立地法施行規則と工場立地に関する準則、緑地面積率等に関する区域の区分ごとの基準などの関連規定が改正される。
工場立地が環境の保全を図りつつ適正に行われるよう一定規模以上の工場を新設・増設・変更する事業者に対して届出義務を課しているが、具体的には工場敷地面積に対する生産施設の面積率、緑地の面積率、環境施設の面積率の基準を定めており、対象となる工場や行為についての要件は以下のとおり。
「工場立地法」において届出が必要な工場として、工場立地法の届出が必要となる工場を『特定工場』といい、『特定工場』にあたるのは、工場の敷地面積が9,000㎡以上又は建築面積が3,000㎡以上、製造業、電気・ガス・熱供給業（水力、地熱発電所は除く）のもので新設工場：1974年6月29日以降に設置された工場と、既存工場：1974年6月28日以前に既に設置されていた工場、の２種類に分類される。
事前の届出としては工場の新設、生産施設の増設（スクラップアンドビルドを含む）、工場敷地の増加または減少、工場内の緑地・環境施設の撤去、で、事後の届出は住所や氏名の変更（法人の代表者変更の場合は不要）、地位の承継（合併等により工場を引き継ぐ場合）である。なお、工場を廃止した場合は廃止届を提出。届出は工事着工30日前までに必要である。ただし、特定工場が、修繕に伴い増加する生産施設面積の合計が30㎡未満の場合、生産施設の撤去のみを行う場合、生産施設以外の施設（事務所、研究所、倉庫等）を新増設する場合（緑地・環境施設の撤去を伴う場合は届出が必要）、緑地・環境施設が増加する場合は、届出不要。
ただしこうした法適用要件に加え、緩和措置も設定されている。緑地面積等の規制が緩和される場合には既存工場の建替え（スクラップアンドビルド）に対する配慮として、敷地内の環境施設面積率（緑地含む）が25％に達していない既存工場が生産施設を増設する場合には、同時に一定面積の緑地の増加が求められる。ただし、
対象工場要件として老朽化等により生産施設の建替えが必要となっている工場で、建替えにより景観が向上する等周辺地域における生活環境の保全に資する見通しがあること、建替え後に緑地の整備に最大限の努力をして緑地面積又は環境施設面積が一定量改善されることや生活環境保全要件として現状の生産施設面積を拡大しない単なる改築、更新、生産施設を住宅等から離す、住宅等の間に緑地を確保する等、周辺地域の生活環境に配慮したレイアウトに変更すること、工業専用地域、工業地域等に立地し、周辺に住宅等がないこと、などに該当する場合には、必要なすべての緑地面積を確保できなくても建替え（スクラップアンドビルド）ができる。
この他工業団地特例として、分譲前に特例適用の申し出があった先行造成工業団地について、工業団地の共通施設として適切に配置された緑地等（共通施設の面積が団地面積の全体の10%程度あり、一定の環境施設が整備されている）がある場合は、各工場等の敷地面積に応じて比例配分し、各工場の敷地面積、緑地面積及び環境施設面積に加算することができる。そして工業集合地特例として従来からの一団の土地に複数の工場が集中して立地している地域において、隣接緑地等を整備する（事業者の負担により住居等との遮断効果を有する緑地又は環境施設が計画的に整備）場合、「工業団地特例」と同様に各工場等の敷地面積に応じて比例配分し、各工場の敷地面積、緑地面積及び環境施設面積に加算することができる。

## その他
首都圏においては昭和47年には都市環境の整備及び改善の観点から制限強化が行われたが、近畿圏では特段の見直しは行われなかった。
しかしながら、元々首都圏よりも工場の立地が多かった近畿地方にとって、工場等制限法の制定が、近畿地方の相対的地位低下、東京一極集中を進める要因の1つとなったという見方がある。また、工業再配置促進法の制定により、工業集積地域から低集積地域への工場移転の際に、支援措置が実施されたこともあり、製造業の近畿圏から中部圏への移転が多く見られるようになったのではないかとの見方もある。
ただし、前述の制限区域は、その圏内全てというわけではなく都市部の一部に設けられた区域内に限られており、圏外への移転を促すものではない。「中部圏開発整備法」は単独で存在しているのではなく、近畿圏には「近畿圏整備法」という法律も制定されているため、中部圏だけの開発を促すように仕向けられているわけではない。「中部圏開発整備法」によって工業発展の推進が図られた区域に、近畿圏の都市部と同様高度な工業集積が見られる中京工業地帯周辺は含まれておらず（東三河地域を除く）、「中部圏開発整備法」の対象区域である福井、三重、滋賀の3県は、「近畿圏整備法」の対象区域にも含まれているなど、単に近畿圏対中部圏という構図での見解は短絡的である。